# Fristaden Kraków
Fristaden Kraków (polsk: Wolne Miasto Kraków, formelt Den frie, selvstændige og strikt neutrale by Kraków med dets territorium (polsk: Wolne, Niepodległe i Ściśle Neutralne Miasto Kraków z Okręgiem)) var en bystat i Centraleuropa mellem det russiske Kongeriget Polen, det østrig-ungarske Kongeriget Galicien og det preussiske Øvre Schlesien.
Fristaden var et resultat af Wienerkongressen den 3. maj 1815, men i 1846 blev den indlemmet i Kejserriget Østrig som Storhertugdømmet Kraków.
Foruden de større byer Kraków, Chrzanów, Nowa Góra og Trzebinia, lå en række mindre landsbyer i området.
Bystaten kontrolleredes af dens tre naboriger Rusland, Preussen og Østrig, frem til 1846, da den i efterdønningerne af et mislykket oprør annekteredes af Østrig. Bystaten var en rest af hertugdømmet Warszawa, som blev delt mellem de tre nabostater i 1815.

## Historie
Bystaten blev formelt skabt den 3. maj 1815. Småstaten fik en første grundlov 1815, som blev revideret og udvidet i 1818, og som sikrede en signifikant autonomi for byen. Det Jagellonske universitet kunne acceptere studenter fra Polens delte områder. Bystaten blev således et center for polsk politisk aktivitet i Polens adskilte delområder.
Under novemberopstanden mellem 1830 og 1831 var Krakow en base for smugling af våben ind i det russisk kontrollerede Kongrespolen. Efter oprørets afslutning begrænsedes statens hidtidige autonomi. Politiet blev kontrolleret af Østrig, valget af præsident skulle godkendes af alle tre magter. Krakow blev okkuperet af den østrigske hær mellem 1836 og 1841. Efter det mislykkede oprør i 1846 annekteredes staten af Østrig den 16. november 1846 som Storhertugdømmet Krakow.

## Geografi og indbyggere
Krakow blev skabt af den sydvestlige del af hertugdømmet Warszawa og bestod af en del af det tidligere Krakow-departement på floden Vistulas vestlige bred. Bystatens territorium angives til 1.164–1.234 km2 (varierende beroende på kilde).
Bystaten grænsede til Rusland, Preussen og Østrig. Staten bestod af byen Kraków og dens omliggende områder, med 224 byer og tre stæder (Chrzanów, Trzebinia og Nowa Góra).
I 1815 var befolkningen 95.000, i 1843 var den vokset til 146.000 indbyggere. 85 % af indbyggerne var katolikker, 14% var jøder og 1 % andre. En kendt szlachta-familie var magnatfamilien Potocki, der havde en herregård i Krzeszowice.

## Politik
Småstaten fik en første grundlov i 1815, hvilken overvejende var udformet af prinsen Adam Jerzy Czartoryski. Grundloven blev revideret og udvidet i 1818, hvorved byen fik tildelt en udstrakt autonomi. Den lovgivende magt lå hos repræsentanternes hus (Izba Reprezentantów), den udøvende magt lå hos et styrende senat.
I 1833, i Novemberopstandens dønninger og den mislykkede plan hos nogle polske aktivister om at starte et oprør i Krakow udarbejdede de tre kontrollerende magter en ny og mere restriktiv grundlov. Antallet af senatorer og fuldmægtige blev formindsket og deres kompetencer blev indskrænkede, mens kommissærerne fra de tre kontrolmagter fik udvidede kompetencer. Trykkefriheden blev også begrænset. I 1835 indgik de tre kontrollerende magter en hemmelig aftale om en plan, ifølge hvilken det aftaltes, at hvis nye uroligheder skulle opstå, fik Østrig ret til at besætte og annektere byen. Denne betingelse indtraf efter oprøret i Kraków 1846.
Lovgivningen baseredes på Code Napoléon og fransk handels- og straffelov.
Det officielle sprog var polsk.
I 1836 opløstes den lokale politistyrke og erstattedes af østrigsk politi. I 1837 beskar de tre kontrollerende magter kompetencerne for de lokale retter, som nægtede at adlyde deres ordrer.

## Økonomi
Bystaten var et skattefrit område som tillod handel med Rusland, Preussen og Østrig. Der fandtes ingen toldafgifter, meget lave skatter, og flere økonomiske privilegier bevilgedes af de omkringliggende magter. Derved blev bystaten et af Europas centre for økonomisk liberalisme og en støtter for laissez-faire, hvilket tiltrak nye entreprenører og indvandrere, som bidrog til en imponerende befolkningsvækst i byen.
Vævere fra Preussisk Schlesien havde ofte anvendt bystaten som et kontrabandemarked for at undgå tarifspærringer langs Østrigs og Kongrespolens grænser. Østrigs annektering af bystaten førte til en markant nedgang i preussisk tekstileksport.